# Barașivka (Ivanivka), Jîtomîr
Barașivka (în ucraineană Барашівка) este un sat în comuna Ivanivka din raionul Jîtomîr, regiunea Jîtomîr, Ucraina.

## Demografie
Componența lingvistică a localității Barașivka
     Ucraineană (93,92%)
     Rusă (5,52%)
     Alte limbi (0,16%)
Conform recensământului din 2001, majoritatea populației localității Barașivka era vorbitoare de ucraineană (93,92%), existând în minoritate și vorbitori de rusă (5,52%).